# Foreshadow
Foreshadow – powstała w Polsce pierwszej połowie 2002 roku mała wytwórnia muzyczna, specjalizująca się w określonych gatunkach muzyki alternatywnej, takich jak metal, rock, dark ambient, sludge, industrial, itd.
W przeszłości, wytwórnia wydała 25 tytułów na profesjonalnym nośniku CD-R m.in. takich artystów jak Nadja, Moss, Váli, Quercus, Oktor, As All Die, Niko Skorpio, Transcendent Device, The River i innych. Począwszy od roku 2005, Foreshadow wydaje swoje płyty na normalnym formacie CD i aktualnie współpracuje z następującymi artystami: Dream System, Newbreed, Nadja, Thee Maldoror Kollective oraz Echonia.